# Mayumi Narita
Mayumi Narita (成田真由美?, Narita Mayumi; Kawasaki, 27 agosto 1970) è una nuotatrice paralimpica giapponese definita "una dei migliori atleti paralimpici del mondo" dal Comitato Paralimpico Internazionale.

## Biografia
Narita è stata colpita della mielite all'età di 13 anni, obbligandola ad usare la sedia a rotelle; nel 1994, inoltre, è stata coinvolta in un incidente stradale che l'ha resa tetraplegica.

## Carriera
Nel 1996 rappresentò il Giappone ai Giochi Paralimpici di Atlanta dove vinse due medaglie d'oro, due d'argento e una di bronzo. Alle successive Paralimpiadi estive del 2000 di Sydney vinse sei medaglie d'oro, stabilendo inoltre cinque record mondiali..
Narita prese parte anche alle Paralimpiadi estive del 2004 di Atene e fu l'atleta di maggior successo dei Giochi, di qualsiasi nazionalità e in qualsiasi sport. Stabilì sei record mondiali, sette record paralimpici e vinse sette medaglie d'oro e una medaglia di bronzo.
Nel 2005 le venne conferito il premio di miglior atleta donna dal Comitato Paralimpico Internazionale, mentre il premio come miglior atleta uomo è andato al brasiliano Clodoaldo Silva.
Narita è stata vicepresidente della Commissione Atleti per proporre Tokyo come città ospitante dei Giochi olimpici e Paralimpici del 2016.

## Palmarès

### Giochi paralimpici
| Anno | Manifestazione                | Sede    | Evento                                       | Risultato | Note |
| ---- | ----------------------------- | ------- | -------------------------------------------- | --------- | ---- |
| 1996 | X Giochi paralimpici estivi   | Atlanta | 100 metri stile libero classe S4             | Oro       |      |
| 1996 | X Giochi paralimpici estivi   | Atlanta | 50 metri stile libero classe S4              | Oro       |      |
| 1996 | X Giochi paralimpici estivi   | Atlanta | 200 metri stile libero classe S4             | Argento   |      |
| 1996 | X Giochi paralimpici estivi   | Atlanta | 50 metri rana classe S4                      | Argento   |      |
| 1996 | X Giochi paralimpici estivi   | Atlanta | 150 metri misto SM4                          | Bronzo    |      |
| 2000 | XI Giochi paralimpici estivi  | Sydney  | 50 metri stile libero classe S4              | Oro       |      |
| 2000 | XI Giochi paralimpici estivi  | Sydney  | 50 metri rana classe S4                      | Oro       |      |
| 2000 | XI Giochi paralimpici estivi  | Sydney  | 100 metri stile libero classe S4             | Oro       |      |
| 2000 | XI Giochi paralimpici estivi  | Sydney  | 150 metri individuale misto classe SM4       | Oro       |      |
| 2000 | XI Giochi paralimpici estivi  | Sydney  | 200 metri stile libero classe S4             | Oro       |      |
| 2000 | XI Giochi paralimpici estivi  | Sydney  | Staffetta 4x50 metri stile libero - 20 punti | Oro       |      |
| 2000 | XI Giochi paralimpici estivi  | Sydney  | 50 metri rana classe SB3                     | Argento   |      |
| 2004 | XII Giochi paralimpici estivi | Atene   | 50 metri stile libero classe S4              | Oro       |      |
| 2004 | XII Giochi paralimpici estivi | Atene   | 100 metri stile libero classe S4             | Oro       |      |
| 2004 | XII Giochi paralimpici estivi | Atene   | 200 metri stile libero classe S4             | Oro       |      |
| 2004 | XII Giochi paralimpici estivi | Atene   | 50 metri rana classe SB3                     | Oro       |      |
| 2004 | XII Giochi paralimpici estivi | Atene   | 50 metri rana classe S4                      | Oro       |      |
| 2004 | XII Giochi paralimpici estivi | Atene   | 150 metri individuale misto classe SM4       | Oro       |      |
| 2004 | XII Giochi paralimpici estivi | Atene   | Staffetta 4x50 metri stile libero - 20 punti | Oro       |      |
| 2004 | XII Giochi paralimpici estivi | Atene   | Staffetta 4x50 metri misto - 20 punti        | Bronzo    |      |

### Giochi para-asiatici
| Anno | Manifestazione       | Sede     | Evento                                         | Risultato | Note |
| ---- | -------------------- | -------- | ---------------------------------------------- | --------- | ---- |
| 2018 | Giochi para-asiatici | Giacarta | Staffetta mista 4×50 m stile libero - 20 punti | Oro       |      |
| 2018 | Giochi para-asiatici | Giacarta | 200 metri stile libero classe S1-5             | Argento   |      |
| 2018 | Giochi para-asiatici | Giacarta | 00 metri stile libero classe S5                | Argento   |      |
| 2018 | Giochi para-asiatici | Giacarta | 50 metri stile libero classe S5                | Argento   |      |